# Guermondo di Picquigny
Guermondo di Picquigny, o anche Garmond, Gormond, Germond, Guarmond, Waremond o Warmund, (... – Sidone, 1128) è stato un patriarca cattolico francese, Patriarca latino di Gerusalemme dal 1119 alla morte.

## Biografia
Era un prelato originario di Picquigny, in Piccardia, figlio o fratello di Arnoul di Picquigny.
Goffredo, vescovo di Amiens, tentò a più riprese di far liberare Adamo, il castellano di Amiens, che Guermondo aveva fatto imprigionato alla fine del 1110.
Tra 1113 e 1117 il visdomino Guermondo, insieme al vescovo Goffredo e con l'appoggio del re Luigi il Grosso, combatté al fianco degli abitanti di Amiens che, per ottenere il riconoscimento del Comune da poco istituito, erano insorti contro Enguerrand, Signore di Coucy, suo figlio Thomas de Marle e il castellano Adamo.
Egli partecipò alla prima crociata, e divenne Patriarca di Gerusalemme nel gennaio 1119.
Secondo Guglielmo di Tiro era un uomo semplice e timorato di Dio.
Nel 1120, con re Baldovino II, egli convocò il Concilio di Nablus.
I canoni del concilio costituirono una sorta di concordato tra la chiesa di Outremer e gli Stati crociati.
Il primo canone è una promessa di re Baldovino di riconoscere le opportune decime al Patriarca, vale a dire quelle dei possedimenti reali in Gerusalemme, Nablus e San Giovanni d'Acri.
Nel secondo canone Baldovino chiede perdono per le decime che aveva precedentemente rifiutato, e Guermondo lo assolve da questo peccato nel terzo canone.
Questo dimostra come la chiesa sia stata in grado di far valere i propri diritti nel Regno crociato, una vittoria nella Lotta per le investiture che ancora imperversava in Europa.
Nel 1123 Baldovino II fu catturato dagli Artuqidi mentre pattugliava i confini della Contea di Edessa e Guermondo organizzò un Consiglio ad Acri e nominò reggente del Regno di Gerusalemme Eustachio de Grenier Signore di Sidone e di Cesarea.
Inoltre, nel 1123 egli negoziò un'alleanza tra Gerusalemme e la Repubblica di Venezia, che fu chiamata Pactum Warmundi dalla forma latina del suo nome, Warmundus.
Da Beatrice Daours, figlia del Signore di Daours Giovanni, ebbe tre figli: Gerardo I di Picquigny, Adelaide e Costanza.
Morì a Sidone nel 1128.